# أدب تايلندي
الأدب التايلاندي هو أدب الشعب التايلاندي، وهو مكتوب بنحو شبه حصري باللغة التايلاندية (على الرغم من أنه يمكن أن تستخدم نصوص مختلفة غير التايلاندية).
أُلِّفَت معظم الأعمال الأدبية الخيالية باللغة التايلاندية، قبل القرن التاسع عشر شِعرًا. حُجِزَ النثر للتسجيلات التاريخية والسجلات والوثائق القانونية. لذا، فإن الأشكال الشعرية في اللغة التايلاندية عديدة ومتطورة جدًا.
إن مجموعة الأعمال الشعرية في تايلاند قبل الحداثة كبيرة. لذا، على الرغم من ضياع العديد من الأعمال الأدبية مع نهب أيوثايا عام 1767، لا تزال تايلاند تمتلك عددًا كبيرًا من القصائد الملحمية أو الحكايات الشعرية الطويلة، بعضها يحتوي على قصص أصلية، وبعضها على قصص مستمدة من مصادر أجنبية. لذا، يوجد تناقض حاد بين التقاليد الأدبية التايلاندية وتقاليد شرق آسيا الأدبية الأخرى، مثل الصينية واليابانية، إذ تندر الحكايات الشعرية الطويلة، والقصائد الملحمية تكاد تكون معدومة.
كان للأدب التايلاندي الكلاسيكي تأثير كبير في أدب البلدان المجاورة في جنوب شرق آسيا، وخاصة كمبوديا ولاوس وبورما.

## تطور الأدب الكلاسيكي التايلاندي

### المنشأ
يتشارك السياميين الأصول الأدبية مع متحدثي تاي الآخرين في منطقة (سوفارنابومي - Suvarnabumi)، أي البر الرئيسي لجنوب شرق آسيا. يمكن أن تكون الأدبيات المبكرة للشعب التايلاندي قد كُتبت باللغة الصينية. مع ذلك، لا يوجد سجل تاريخي للسيامية حتى الآن يشير إلى هذه الأدبيات السابقة. كان التقليد الشعري التايلاندي قائمًا في الأصل على أشكال شعرية أصلية مثل الراي (rai)، وكلونج (khlong)، وكاب (kap)، وكلون (khlon). شورِكَت بعض هذه الأشكال الشعرية -ولا سيما كلونج- بين المتحدثين بلغات تاي منذ العصور القديمة (قبل ظهور سيام). من الأعمال التمثيلية المبكرة لشعر كلونج القصيدة الملحمية ثاو هنغ ثاو تشيوانج (Thao Hung Thao Cheuang)، وهي قصة ملحمية مشتركة، تدور حول محارب نبيل من عرق كوم (khom)، من الناس الناطقين بالتاي في البر الرئيسي جنوب شرق آسيا.

### التأثير الهندي على اللغة السيامية
من خلال تأثير البوذية والهندوسية، استُلِمَت مجموعة متنوعة من عدادات تشاندا عبر سيلان. نظرًا إلى أن اللغة التايلاندية أحادية المقطع، توجد حاجة إلى عدد كبير من الكلمات المستعارة من السنسكريتية والبالية لتكوين هذه العدادات السنسكريتية الكلاسيكية. وفقًا لباريند جان تيرويل، حدثت هذه العملية بوتيرة متسارعة في عهد الملك بوروما ترايلوكانات (Boromma-trailokkanat) (1448-1488)، الذي أصلح نموذج سيام للحكم من طريق تحويل نظام الحكم السيامي إلى إمبراطورية في ظل نظام ماندالا الإقطاعي. طالَب النظام الجديد بلغة إمبراطورية جديدة للطبقات النبيلة الحاكمة. غيّر هذا التأثير الأدبي مسار اللغة التايلاندية أو السيامية -مما جعلها منفصلة عن لغات تاي الأخرى- من طريق زيادة عدد الكلمات السنسكريتية والبالية وفرض الطلب على التايلانديين لتطوير نظام كتابة يحافظ على قواعد الإملاء للكلمات السنسكريتية للأغراض الأدبية.
بحلول القرن الخامس عشر، تطورت اللغة التايلاندية إلى وسيلة مميزة إلى جانب الهوية الأدبية الناشئة لأمة جديدة. سَمحت للشعراء السياميين بالتأليف بأساليب ومزاج شعري مختلف من أبيات مقفاة مرحة وروح الدعابة، إلى الكلونج الرومانسي والأنيق، وعروض تشان المصقولة والمستمرة، التي عُدِّلَت من نظم شعر اللغة السنسكريتية الكلاسيكية.

جرب الشعراء التايلانديون هذه الأشكال النثرية المختلفة، وأنتجوا قصائد «هجينة» مبتكرة، مثل: ليليت (متداخلة من كلونج وكاب أو أبيات راي)، أو كاب هور كلونج (سلسلة من قصائد كلونج كل منها محاط بأبيات كاب). وهكذا طور التايلانديون عقلًا ثاقبًا وأذنًا شغوفة بالشعر. لتعظيم هذه الوسيلة الأدبية الجديدة، وجدت حاجة إلى تعليم كلاسيكي مكثف إلى حد ما في البالية والسنسكريتية. جعل هذا «الشعر الجاد» مهنة للطبقات النبيلة. ومع ذلك، يلاحظ باريند جان تيرويل، نقلًا عن كتاب جينداماني (Jindamanee) التايلاندي من القرن السابع عشر، وقد شُجَّع الكتاب والرجال السياميين العاديين أيضًا على تعلم مصطلحات البالية والسنسكريتية الأساسية للتقدم الوظيفي. سيطر الإنتاج الشعري والأدبي التايلاندي على الأدب المكتسب للعالم المتحدث بلغات تاي من منتصف فترة أيوثايا حتى القرن العشرين، كما لاحظ جون ليدين، في حول لغات وأدب الأمم الهندية الصينية 1808.
تحتوي اللغة السيامية أو التايلاندية على مجموعة كبيرة ومتنوعة من التراكيب من كل الأنواع. قصائدهم وأغانيهم كثيرة جدًا، وكذلك خرافاتهم التاريخية والأسطورية. احتُفِل بالعديد من الأمراء السياميين لقواهم الشعرية، ولا تزال العديد من مؤلفاتهم التاريخية والأخلاقية محفوظة. جميع مؤلفاتهم تعتمد على سرد بسيط، أو أسلوب غير متصل ومفاجئ من الجمل القصيرة والبليغة ذات المعاني الكبيرة. تعد كتب الطب الخاصة بهم من الأنتيكات القديمة. في كل من العلوم والشعر، يرش أولئك الذين يؤثرون في التعلم وأناقة التركيب أسلوبهم بغزارة بالبالية. التشريترا أو القصص الرومانسية للسيامية كثيرة جدًا، والشخصيات التي قُدِّمَت باستثناء راما وشخصيات رامايانا، نادرًا ما تتشابه كثيرًا مع تلك الخاصة بالبراهمانيين.

### راماكين
تشترك معظم البلدان في جنوب شرق آسيا في الثقافة التهنيدية. تأثر الأدب التايلاندي بشدة بالثقافة الهندية والأيديولوجية البوذية الهندوسية منذ ظهوره أول مرة في القرن الثالث عشر. الملحمة الوطنية في تايلاند هي نسخة من رامايانا تسمى راماكين، وتُرجمت من السنسكريتية وأعيد ترتيبها إلى أبيات سيامية. ترجع أهمية ملحمة رامايانا في تايلاند إلى تبني التايلانديين للأيديولوجية الدينية والسياسية الهندوسية للملكية، كما جسدها اللورد راما. سُمِّيت العاصمة السيامية السابقة، أيوثايا، على اسم مدينة أيوديا المقدسة، مدينة اللورد راما. أُشير إلى جميع ملوك تايلاند باسم «راما» حتى يومنا هذا.
تزود الحكايات الأسطورية والدورة الملحمية لراماكين السيامية بمصدر غني ودائم للمواد الدرامية. طور البلاط الملكي في أيوثايا أشكال تعبير درامية كلاسيكية تسمى كون ولاكون. لعب راماكين دورًا كبيرًا في تشكيل هذه الفنون الدرامية. خلال فترة أيوثايا، صُنِّفَت كون (khon)، أو نسخة مسرحية من راماكين، على أنها لاكون ناي (lakhon nai) أو أداء مسرحي مخصص للجمهور الأرستقراطي. وقد شهدها دبلوماسي فرنسي يدعى سيمون دي لا لوبير، ووثقها عام 1687، خلال مهمة دبلوماسية رسمية أرسلها الملك لويس الرابع عشر. انتشرت الدراما السيامية والرقص الكلاسيكي في وقت لاحق في جميع أنحاء الأراضي الرئيسية لجنوب شرق آسيا، وأثرت في تطور الفن في معظم البلدان المجاورة، متضمنةً نسخة بورما الخاصة من رامايانا وكمبوديا ولاوس.
فُقِدَ عدد من إصدارات ملحمة راماكين في تدمير أيوثايا عام 1767. توجد ثلاثة إصدارات حاليًا. أُعِدِّت إحداها تحت إشراف (وكتبها جزئيًا) الملك راما الأول. أعاد ابنه، راما الثاني، كتابة بعض الأجزاء لدراما الكون. تتمثل الاختلافات الرئيسية عن الأصل في دور موسع للإله القرد هانومان وإضافة نهاية سعيدة. تستند العديد من القصائد الشعبية بين النبلاء التايلانديين أيضًا إلى القصص الهندية. ومن أشهرها أنيروت كام تشان (Anirut Kham Chan)، الذي يستند إلى قصة هندية قديمة للأمير أنيرودا (Anirudha).